# Alick Bevan
Alick Bevan (Londres, 27 de março de 1915 — Renânia do Norte-Vestfália, 24 de janeiro de 1945) foi um ciclista britânico que competiu em duas provas nos Jogos Olímpicos de Verão de 1936. Ele foi morto em ação durante a Segunda Guerra Mundial.